# Vari-Purpose Carrier
Le Vari-Purpose Carrier ou Carrier Vessel Vertical (CVV) était un concept de porte-avions conçu comme une alternative moins coûteuse au super porte-avions de classe Nimitz.

## Origines
La construction du 4e porte-avions à propulsion nucléaire navale de la Classe Nimitz a été abandonnée en 1976 par le président des États-Unis Gerald Ford face à son coût. L'US Navy étudie alors sous la présidence de Jimmy Carter un concept de porte-avions à propulsion classique moins onéreux et d'un tiers plus petit que les Nimitz pouvant embarquer une soixantaine d'aéronefs. Le prix d'un CVV est alors estimé à 1,5 milliard par navire contre 2,4 pour un Nimitz.
Lorsqu'en 1980, le Congrès des États-Unis commande finalement le Theodore Roosevelt, les études sont stoppées.
Dans le même esprit, un projet de petits porte-aéronefs, le Sea Control Ship, est étudié dans les années 1970.